# Ливингстон (Њу Џерзи)
Ливингстон (енгл. Livingston) град је у америчкој савезној држави Њу Џерзи.

## Демографија
По попису из 2000. године број становника је 27.391.
| Група             | 2000.          | 2010.    |
| Белци             | 22.150 (80,9%) | 0 (0,0%) |
| Афроамериканци    | 328 (1,2%)     | 0 (0,0%) |
| Азијати           | 3.982 (14,5%)  | 0 (0,0%) |
| Хиспаноамериканци | 695 (2,5%)     | 0 (0,0%) |
| Укупно            | 27.391         | 0        |